# Carlos Rafael Rodríguez
Carlos Rafael Rodriguez (Cienfuegos, Cuba, le 23 mai 1913 - La Havane, Cuba, le 8 décembre 1997) était un homme politique communiste et économiste cubain qui a participé aux gouvernements des présidents Fulgencio Batista et Fidel Castro.

## Biographie
La carrière politique de Carlos Rafael Rodriguez dure près de sept décennies. Elle commence par son élection comme maire à l'âge de 20 ans à Cienfuegos, son lieu de naissance, et se poursuit par sa participation au gouvernement de Cuba à 28 ans, en 1942, lors de l'alliance du parti communiste cubain avec le président Fulgencio Batista.
En 1953, quand Fidel Castro engage la lutte armée avec l'assaut contre la caserne de Moncada à Santiago, Rodriguez dénonce  l'attaque comme étant une aventure immature. Ce n'est que dans les derniers mois de l'insurrection Castro, en 1959, qu'il appuie les rebelles et rencontre Fidel Castro dans son bastion de la Sierra Maestra. Il devient ensuite l'un des proches collaborateurs de Castro, facilitant l'alliance du gouvernement cubain avec le bloc de l'Est et occupant des postes importants dans le nouveau régime communiste de l'île. De 1962 à 1965, il est à la tête de l'Institut national de la réforme agraire, ce qui fait de lui l'un des principaux responsables de l'économie du pays. En 1976, il devient numéro deux du gouvernement et vice-président de Cuba.
Pour Jorge I. Domínguez, un spécialiste cubain à l'université de Harvard, Carlos Rafael Rodriguez est « une figure tragique à bien des égards. Il avait une vision du socialisme qui était plus tolérante et plus ouverte que le régime rigide et souvent abusif mis en place à Cuba ».  Incarnant la rationalité, il s'est discrètement opposé aux « politiques extrémistes » de Fidel Castro, mais ne s'est jamais désolidarisé du régime et, au moins par son silence, a participé à certaines des « choses terribles qui se sont produites à Cuba ».